# Partecipanti alle Strade Bianche 2025
Elenco dei partecipanti a Strade Bianche 2025.
La Strade Bianche 2025 è stata la diciannovesima edizione della corsa. Alla competizione presero parte 25 squadre: le 18 iscritte all'UCI World Tour 2025 e 7 UCI ProSeries.
Ciascuna delle squadre è composta da sette ciclisti, per un totale di 175 accreditati alla partenza.

## Corridori per squadra
Nota: R ritirato, NP non partito, FT fuori tempo, SQ squalificato
| UAE Team Emirates XRG   | UAE Team Emirates XRG   | UAE Team Emirates XRG   | Alpecin-Deceuninck         | Alpecin-Deceuninck         | Alpecin-Deceuninck         | Arkéa-B&B Hotels           | Arkéa-B&B Hotels           | Arkéa-B&B Hotels           |
| ----------------------- | ----------------------- | ----------------------- | -------------------------- | -------------------------- | -------------------------- | -------------------------- | -------------------------- | -------------------------- |
| Nº                      | Ciclista                | Clas.                   | Nº                         | Ciclista                   | Clas.                      | Nº                         | Ciclista                   | Clas.                      |
| 1                       | Tadej Pogačar           | 1º                      | 11                         | Gianni Vermeersch          | 7º                         | 21                         | Kévin Vauquelin            | 20º                        |
| 2                       | Filippo Baroncini       | R                       | 12                         | Samuel Gaze                | R                          | 22                         | Anthony Delaplace          | 53º                        |
| 3                       | Isaac Del Toro          | 33º                     | 13                         | Gal Glivar                 | R                          | 23                         | Louis Rouland              | R                          |
| 4                       | Felix Großschartner     | R                       | 14                         | Quinten Hermans            | 15º                        | 24                         | Simon Guglielmi            | 92º                        |
| 5                       | Domen Novak             | R                       | 15                         | Xandro Meurisse            | R                          | 25                         | Mathis Le Berre            | 80º                        |
| 6                       | Florian Vermeersch      | 18º                     | 16                         | Johan Price-Pejtersen      | R                          | 26                         | Martin Tjøtta              | 65º                        |
| 7                       | Tim Wellens             | 3º                      | 17                         | Emiel Verstrynge           | R                          | 27                         | Clément Venturini          | R                          |
| Bahrain Victorious      | Bahrain Victorious      | Bahrain Victorious      | Cofidis                    | Cofidis                    | Cofidis                    | Decathlon AG2R La Mondiale | Decathlon AG2R La Mondiale | Decathlon AG2R La Mondiale |
| Nº                      | Ciclista                | Clas.                   | Nº                         | Ciclista                   | Clas.                      | Nº                         | Ciclista                   | Clas.                      |
| 31                      | Pello Bilbao            | 5º                      | 41                         | Alex Aranburu              | 75º                        | 51                         | Bastien Tronchon           | 26º                        |
| 32                      | Nicolò Buratti          | 98º                     | 42                         | Valentin Ferron            | R                          | 52                         | Clément Berthet            | R                          |
| 33                      | Afonso Eulálio          | 46º                     | 43                         | Ion Izagirre               | 62º                        | 53                         | Stan Dewulf                | R                          |
| 34                      | Matej Mohorič           | NP                      | 44                         | Jonathan Lastra            | R                          | 54                         | Jordan Labrosse            | 17º                        |
| 35                      | Andrea Pasqualon        | R                       | 45                         | Jan Maas                   | 73º                        | 55                         | Noa Isidore                | 97º                        |
| 36                      | Robert Stannard         | R                       | 46                         | Paul Ourselin              | R                          | 56                         | Nicolas Prodhomme          | 91º                        |
| 37                      | Max van der Meulen      | R                       | 47                         | Dylan Teuns                | 37º                        | 57                         | Andrea Vendrame            | 16º                        |
| EF Education-EasyPost   | EF Education-EasyPost   | EF Education-EasyPost   | Groupama-FDJ               | Groupama-FDJ               | Groupama-FDJ               | Ineos Grenadiers           | Ineos Grenadiers           | Ineos Grenadiers           |
| Nº                      | Ciclista                | Clas.                   | Nº                         | Ciclista                   | Clas.                      | Nº                         | Ciclista                   | Clas.                      |
| 61                      | Ben Healy               | 4º                      | 71                         | Valentin Madouas           | 39º                        | 81                         | Michał Kwiatkowski         | R                          |
| 62                      | Richard Carapaz         | 78º                     | 72                         | Lewis Askey                | 19º                        | 82                         | Kim Heiduk                 | R                          |
| 63                      | Rui Costa               | R                       | 73                         | David Gaudu                | R                          | 83                         | Salvatore Puccio           | R                          |
| 64                      | Mikkel Honoré           | 38º                     | 74                         | Lorenzo Germani            | 55º                        | 84                         | Brandon Rivera             | 34º                        |
| 65                      | Archie Ryan             | R                       | 75                         | Romain Grégoire            | 52º                        | 85                         | Artem Shmidt               | R                          |
| 66                      | James Shaw              | 67º                     | 76                         | Quentin Pacher             | 76º                        | 86                         | Connor Swift               | 13º                        |
| 67                      | Michael Valgren         | 8º                      | 77                         | Rémy Rochas                | R                          | 87                         | Ben Turner                 | 56º                        |
| Intermarché-Wanty       | Intermarché-Wanty       | Intermarché-Wanty       | Israel-Premier Tech        | Israel-Premier Tech        | Israel-Premier Tech        | Lidl-Trek                  | Lidl-Trek                  | Lidl-Trek                  |
| Nº                      | Ciclista                | Clas.                   | Nº                         | Ciclista                   | Clas.                      | Nº                         | Ciclista                   | Clas.                      |
| 91                      | Francesco Busatto       | 48º                     | 101                        | Jakob Fuglsang             | 43º                        | 111                        | Andrea Bagioli             | R                          |
| 92                      | Louis Barré             | 36º                     | 102                        | Joseph Blackmore           | 30º                        | 112                        | Bauke Mollema              | 35º                        |
| 93                      | Kamiel Bonneu           | R                       | 103                        | Simon Clarke               | 51º                        | 113                        | Jacopo Mosca               | R                          |
| 94                      | Kevin Colleoni          | 58º                     | 104                        | Hugo Houle                 | 54º                        | 114                        | Albert Philipsen           | 25º                        |
| 95                      | Tom Paquot              | R                       | 105                        | Krists Neilands            | R                          | 115                        | Quinn Simmons              | R                          |
| 96                      | Simone Petilli          | R                       | 106                        | Nadav Raisberg             | 93º                        | 116                        | Toms Skujiņš               | 12º                        |
| 97                      | Alexy Faure Prost       | R                       | 107                        | Riley Sheehan              | R                          | 117                        | Mathias Vacek              | R                          |
| Lotto                   | Lotto                   | Lotto                   | Movistar Team              | Movistar Team              | Movistar Team              | Q36.5 Pro Cycling Team     | Q36.5 Pro Cycling Team     | Q36.5 Pro Cycling Team     |
| Nº                      | Ciclista                | Clas.                   | Nº                         | Ciclista                   | Clas.                      | Nº                         | Ciclista                   | Clas.                      |
| 121                     | Lennert Van Eetvelt     | 9º                      | 131                        | Davide Formolo             | 14º                        | 141                        | Thomas Pidcock             | 2º                         |
| 122                     | Jarrad Drizners         | R                       | 132                        | Ruben Guerreiro            | R                          | 142                        | Xabier Azparren            | R                          |
| 123                     | Logan Currie            | 82º                     | 133                        | Carlos Canal               | 64º                        | 143                        | Gianluca Brambilla         | R                          |
| 124                     | Arjen Livyns            | 42º                     | 134                        | Davide Cimolai             | R                          | 144                        | Fabio Christen             | 87º                        |
| 125                     | Eduardo Sepúlveda       | 79º                     | 135                        | Pelayo Sánchez             | R                          | 145                        | Mark Donovan               | 27º                        |
| 126                     | Reuben Thompson         | 50º                     | 136                        | Gonzalo Serrano            | 71º                        | 146                        | Milan Vader                | R                          |
| 127                     | Jonas Gregaard          | R                       | 137                        | Natnael Tesfatsion         | R                          | 147                        | Nickolas Zukowsky          | R                          |
| Red Bull-Bora-Hansgrohe | Red Bull-Bora-Hansgrohe | Red Bull-Bora-Hansgrohe | Solution Tech Vini Fantini | Solution Tech Vini Fantini | Solution Tech Vini Fantini | Soudal Quick-Step          | Soudal Quick-Step          | Soudal Quick-Step          |
| Nº                      | Ciclista                | Clas.                   | Nº                         | Ciclista                   | Clas.                      | Nº                         | Ciclista                   | Clas.                      |
| 151                     | Roger Adrià             | 10º                     | 161                        | Davide Baldaccini          | R                          | 171                        | Mikel Landa                | 11º                        |
| 152                     | Jonas Koch              | R                       | 162                        | Valerio Conti              | 72º                        | 172                        | Mattia Cattaneo            | 29º                        |
| 153                     | Filip Maciejuk          | R                       | 163                        | Andrea Piras               | R                          | 173                        | Gianmarco Garofoli         | 45º                        |
| 154                     | Gianni Moscon           | R                       | 164                        | Lorenzo Quartucci          | 66º                        | 174                        | Pepijn Reinderink          | 59º                        |
| 155                     | Anton Palzer            | R                       | 165                        | Kristian Sbaragli          | R                          | 175                        | Pieter Serry               | R                          |
| 156                     | Jan Tratnik             | 60º                     | 166                        | Arnaud Tissières           | R                          | 176                        | Mauri Vansevenant          | 84º                        |
| 157                     | Tim van Dijke           | R                       | 167                        | Kyrylo Carenko             | 83º                        | 177                        | Louis Vervaeke             | R                          |
| Team Jayco AlUla        | Team Jayco AlUla        | Team Jayco AlUla        | Team Picnic PostNL         | Team Picnic PostNL         | Team Picnic PostNL         | Team Polti VisitMalta      | Team Polti VisitMalta      | Team Polti VisitMalta      |
| Nº                      | Ciclista                | Clas.                   | Nº                         | Ciclista                   | Clas.                      | Nº                         | Ciclista                   | Clas.                      |
| 181                     | Filippo Zana            | 47º                     | 191                        | Kevin Vermaerke            | R                          | 201                        | Mattia Bais                | 81º                        |
| 182                     | Alessandro De Marchi    | R                       | 192                        | Romain Combaud             | R                          | 202                        | Davide De Cassan           | 89º                        |
| 183                     | Davide De Pretto        | R                       | 193                        | Robbe Dhondt               | R                          | 203                        | Álex Martín                | R                          |
| 184                     | Felix Engelhardt        | 57º                     | 194                        | Chris Hamilton             | 44º                        | 204                        | Gabriele Raccagni          | R                          |
| 185                     | Anders Foldager         | 31º                     | 195                        | Bjoern Koerdt              | 77º                        | 205                        | Javier Serrano             | R                          |
| 186                     | Alan Hatherly           | R                       | 196                        | Max Poole                  | R                          | 206                        | Diego Sevilla              | R                          |
| 187                     | Asbjørn Hellemose       | 86º                     | 197                        | Frank van den Broek        | 88º                        | 207                        | Samuele Zoccarato          | 49º                        |
| Team Visma-Lease a Bike | Team Visma-Lease a Bike | Team Visma-Lease a Bike | Tudor Pro Cycling Team     | Tudor Pro Cycling Team     | Tudor Pro Cycling Team     | Uno-X Mobility             | Uno-X Mobility             | Uno-X Mobility             |
| Nº                      | Ciclista                | Clas.                   | Nº                         | Ciclista                   | Clas.                      | Nº                         | Ciclista                   | Clas.                      |
| 211                     | Attila Valter           | 22º                     | 221                        | Marc Hirschi               | 24º                        | 231                        | Magnus Cort Nielsen        | 6º                         |
| 212                     | Tijmen Graat            | 90º                     | 222                        | Lawrence Warbasse          | 74º                        | 232                        | Martin Urianstad           | 70º                        |
| 213                     | Menno Huising           | R                       | 223                        | Jacob Eriksson             | 96º                        | 233                        | Fredrik Dversnes           | 21º                        |
| 214                     | Jørgen Nordhagen        | 85º                     | 224                        | Roland Thalmann            | R                          | 234                        | Ådne Holter                | 95º                        |
| 215                     | Ben Tulett              | 61º                     | 225                        | Yannis Voisard             | 69º                        | 235                        | Anders Johannessen         | 28º                        |
| 216                     | Tosh Van Der Sande      | R                       | 226                        | Fabian Weiss               | 32º                        | 236                        | Tobias Johannessen         | 23º                        |
| 217                     | Julien Vermote          | R                       | 227                        | Hannes Wilksch             | 94º                        | 237                        | William Blume Levy         | 68º                        |
| XDS Astana Team         |                         |                         |                            |                            |                            |                            |                            |                            |
| Nº                      | Ciclista                | Clas.                   |                            |                            |                            |                            |                            |                            |
| 241                     | Alberto Bettiol         | R                       |                            |                            |                            |                            |                            |                            |
| 242                     | Alessandro Romele       | 63º                     |                            |                            |                            |                            |                            |                            |
| 243                     | Christian Scaroni       | R                       |                            |                            |                            |                            |                            |                            |
| 244                     | Ide Schelling           | R                       |                            |                            |                            |                            |                            |                            |
| 245                     | Davide Toneatti         | 40º                     |                            |                            |                            |                            |                            |                            |
| 246                     | Diego Ulissi            | R                       |                            |                            |                            |                            |                            |                            |
| 247                     | Simone Velasco          | 41º                     |                            |                            |                            |                            |                            |                            |